# Дхарма Раджа
Дхарма Раджа Картіка Тірунал Рама Варма (малаял. ധർമ്മരാജാ കാർത്തിക തിരുനാൾ രാമവർമ്മ; 1724 — 17 лютого 1798) — правитель південноіндійської держави Траванкор від 1758 до своєї смерті 1798 року. Об'єднав усі території, які надбав його попередник, під єдиним управлінням.

## Життєпис
Син Раві варма Коїл Тампуран із роду Кіліманур, та княгині Аттінгала. У 1728 році втратив батька. З часом став військовиком у стрийка Мартанади Варми, магараджі Траванкору. 1758 року оголошено спадкоємцем трону. Незабаром після смерті Мартанди Варми, Дхарма Раджа став новим володарем Траванкору.
На початку правління видав накази щодо поліпшення та розбудови портів, через яких збільшувався вивезення товарів. Покращення роботи тривало до 1789 року. Було створено власний торговельний флот, що діяв в Аравійському морі. Почалося карбування золотої (чінна-панам) та срібної монети (чук-рам). При цьому зберіг традицію віротерпимості.
Продовжив політику зі зміцнення влади в Кералі та Малабарі. Спочатку вирішив остаточно приборкати князівство Калікут. Правитель останнього, заморін, скориставшись смертю Мартанда Варми, розпочав військові дії проти Кочійського царства, союзника Траванкору. У 1758 року укладено новий договір з Кочі, яким посилювався вплив Траванкору в царстві. Проте до війни справа не дійшла, у 1759 році Калікут добровільно поступився захопленими землями Кочі, а 1764 року сплатив Дхармі Раджі відшкодування збитків на підготовку до військової кампанії у розмірі 150 тис. рупій.
Водночас Дхарма Раджа став опікуватися захистом кордонів перед загрозою зростання потуги Майсура, де посів трон Гайдар Алі. Для цього на початку 1760-х років від острова Вайпін до Гатів було створено потужну лінію оборони, яка тягнулася на 40 км (відома як Недумкотта). Водночас відмовився від наміру приєднати до своїх володінь Кочійське царство, розглядаючи його як буферну зону між Траванкором і Майсуром. Водночас за посередництва Британської Ост-Індійської компанію було врегульовано територіальну суперечку з набобом Аркота — Мухаммад Алі-ханом Валаджахом, в результаті чого відбувся обмін землями. Завдяки цьому кордони Траванкору стали більш округлими та чіткими.
З 1765 році розпочалася підготовка до війни з Майсуром, оскільки Гайдар Алі виказав намір підкорити Малабар. 1766 році Дхарма Раджа надав прихисток радже Колатунаду, а незабаром заморину Калікута, який захопили майсурські війська. Того ж року Крчійське царство підпало під зверхність Майсура. Гайдар Алі став вимагати від Дхарми Раджи сплати одноразової данини у розмірі 1,5 млн рупій та 30 слонів. Дхарма Раджа погодився в обмін на повернення зверхності Траванкора над Колотунадою і Калікутом, що було відкинуто майсурським володарем. Але з вимушений був відступити з огляду на загрозу з боку Аркоту і Хайдарабаду.
Скориставшись боротьбою Гайдар Алі проти Британської Ост-Індійської компанії та Аркоту у 1770-х роках Дхарма Раджа добудував прикордонні укріплення. Водночас продовжив вправно використовувати Кочі, як буфер з Майсуром. Повстання 1782 року після смерті Гайдара Алі дали час посилити військову міць Траванкору. Для цього збільшено власне виробництво зброї, укріплено міста, збільшено податки. Водночас Дхарма Раджа уклав військовий союз із британцями, Імперією Маратха та Хайдарабадом.
У 1788 році Тіпу Султан, правитель Майсуру, висунув вимогу Дхармі Радже визнати його зверхність, що було відкинуто. 1789 року почалася майсуро-траванкорська війна. Спроба супротивника перетнути оборону Недумкотти завершилася поразкою та пораненням Тіпу Султана. Через 3 місяця останній знову атакував. Бої тривали протягом місяця, в результаті чого майсурські війська зуміли частково прорвати оборону Траванкору. Водночас британці не надали обіцяну допомогу Дхармі Радже, розраховуючи на обопільне послаблення суперників. Відтак Майсур захопив усю Недумкотту, де було 200 гармат. Слідом за цим північна частина держави Дхарми Раджи була сплюндрована. Але війська Траванкору у битві при річці Періяр завдали рішучої поразки майсурцям.
Протягом 1790 року проти Майсуру виступили Британська Ост-Індська компанія, маратхи і нізам Хайдарабаду, що призвело до так званої Третьої майсурської війни. Все це призвело до звільнення півночі Траванкору від військ Майсура. Протягом 1791—1792 років Дхарма Раджа разом з союзниками воював проти Тіпу султан, який зрештою зазнав поразки.
При цьому послаблений економічно та військово магараджа Трванкора не зміг пручатися незаконним вимогам Британської Ост-Індської компанії, яка вимагала грошове відшкодування військових дій проти Майсура. 1795 року укладено договір, за яким в Траванкорі розташовувалися залоги британців, з якими підтверджено військово-політичний союз. Після сплати коштів Британській Ост-Індській компанії, Дхарма Раджа наказав зменшити податки задля пришвидшення відновлення економіки країни.
Помер у 1798 році, спадкоємцем трону став небіж Баларама Варма.

## Творчість
Замолоду виявив хист до музики, чудово грав на музичних інструментах. Створював композиції для катхакалі, насамперед беручи натхнення з традиційної карнатської музики. Загалом відомо про 150 музичних творів. Окрім того, Дхарма Раджа також писав п'єси-катхакалі, яких у його творчому доробку 7.